# Franciszek Pytel (sportowiec)
Franciszek Pytel (ur. 24 czerwca 1918 w Królewskiej Hucie, zm. 31 grudnia 1988 w Starachowicach) – polski piłkarz występujący na pozycji napastnika, reprezentant Polski (1937), trener piłkarski.

## Kariera zawodnicza
Był długoletnim piłkarzem AKS Chorzów (1937–1949). W reprezentacji Polski wystąpił raz, w rozegranym 10 października 1937 spotkaniu z Łotwą, które Polska wygrała 2:1. Pytel strzelił jedną z bramek.

### Bramki w reprezentacji
| LP | Data                 | Miejsce                  | Przeciwnik | Bramka | Rezultat | Ranga meczu     |
| -- | -------------------- | ------------------------ | ---------- | ------ | -------- | --------------- |
| 1. | 10 października 1937 | Stadion Pogoni, Katowice | Łotwa      | 1:0    | 2:1      | Mecz towarzyski |

## Kariera trenerska
Jako trener prowadził kluby Unia Kędzierzyn, Motor Lublin oraz Star Starachowice.